# 애덤 슐레진저
애덤 라이언스 슐레진저(영어: Adam Lyons Schlesinger, 1967년 10월 31일 ~ 2020년 4월 1일)는 미국의 가수, 작곡가, 레코드 프로듀서, 베이시스트, 기타리스트, 키보드 연주자 및 드러머였다. 그래미 어워드, ASCAP Pop Music Award를 각각 한 번씩 수상했으며 에미상을 세 번 수상했다. 아카데미상, 토니상 그리고 골든 글로브상 후보로 지명되었다.

## 죽음
2020년 4월 1일, 슐레진저는 뉴욕 포킵시에 있는 병원에서 COVID-19 합병증으로 52세에 사망했다. 그는 사망하기 전 일주일 넘게 입원하여 인공호흡기를 달고 있었다.